# Quetta-Kultur
Die Quetta-Kultur ist eine neolithische Kultur, die vor allem im Nordosten von Pakistan (um Quetta) belegt ist und ins dritte Jahrtausend v. Chr. datiert. Die typische Keramik dieser Kultur ist vor allem um Quetta belegt und ist cremefarben oder hat eine hellrote Tönung. Typische Keramikformen sind konische Becher, die oben breit sind und sich nach unten verjüngen. Normalerweise ist die obere Hälfte mit geometrischen Mustern bemalt, die wiederum mit schwarzer, seltener mit roter Farbe aufgetragen wurden.